# Johann Nepomuk Mälzel
Johann Nepomuk Mälzel (Ratisbona, 15 agosto 1772 – La Guaira, 21 luglio 1838) è stato un inventore, ingegnere e showman tedesco, meglio conosciuto per essere stato l'inventore del moderno metronomo, per aver costruito diversi automi musicali, nonché per aver mostrato al pubblico una macchina scacchistica fraudolenta.

## Vita e opere
Figlio di un costruttore di organi, ricevette una completa istruzione musicale. Si trasferì a Vienna nel 1792. Dopo diversi anni di studio e sperimentazione, produsse un'orchestrion (strumento musicale simile ad un pianoforte), che fu esibito pubblicamente, e in seguito venduto per 3.000 fiorini. Nel 1804 inventò il panarmonicon, un automa capace di suonare quarantadue strumenti musicali di una banda musicale, alimentato da un mantice e diretto ruotando dei cilindri contenenti le note. Ciò attirò un'attenzione universale su di lui: l'inventore diventò famoso in tutta Europa, venne nominato meccanico della corte imperiale a Vienna ed ebbe l'ammirazione di Ludwig van Beethoven e altri noti compositori. Il suo strumento fu venduto ad un ammiratore parigino per 120.000 franchi.

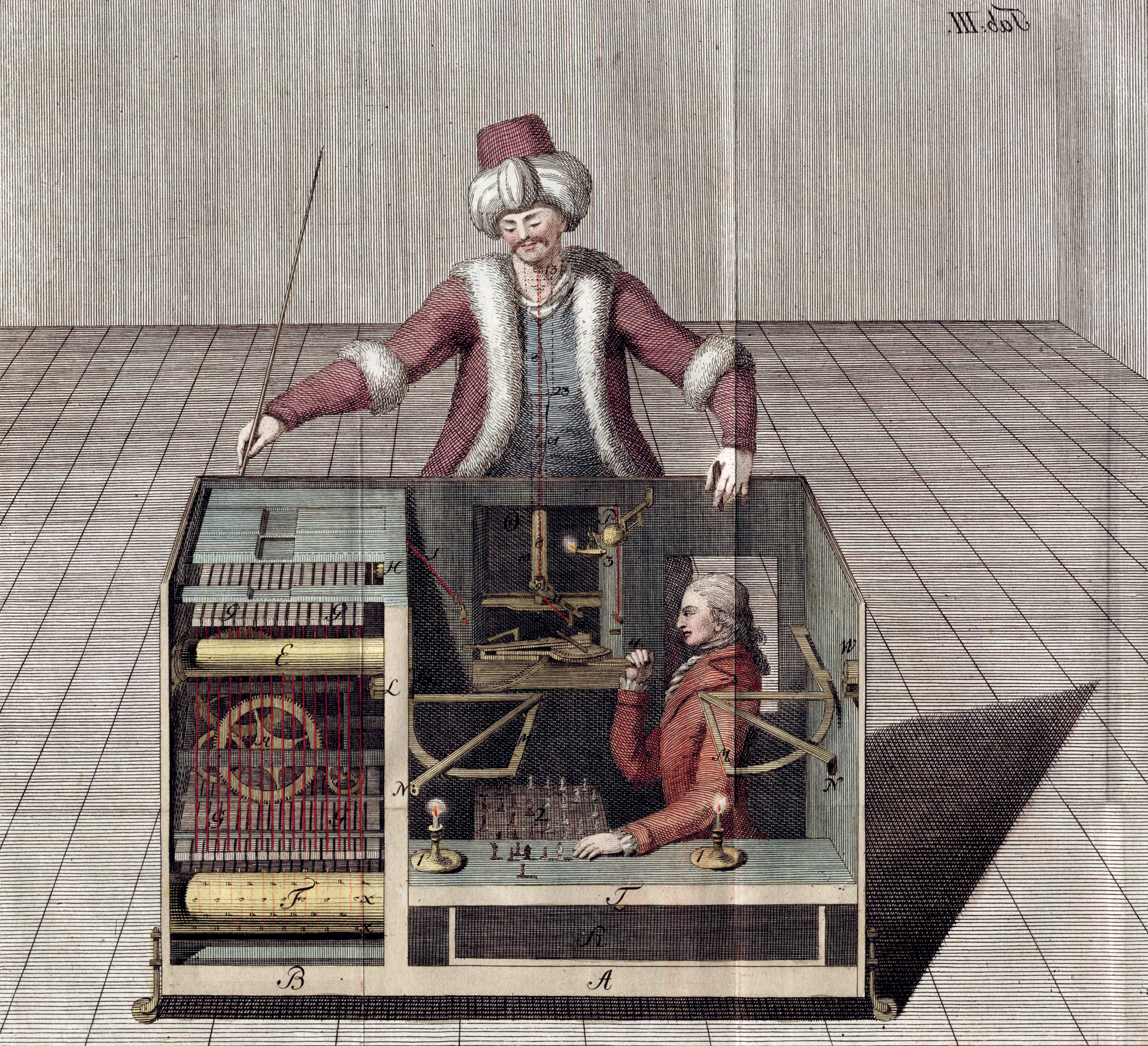
Il Turco Scacchista di von Kempelen

Nel 1805 Mälzel acquistò il semi-dimenticato automa scacchista di Wolfgang von Kempelen, Il Turco, lo portò a Parigi, e lo vendette a Eugenio di Beauharnais con un ampio profitto. Ritornato a Vienna, egli si dedicò alla costruzione di un automa trombettista, il quale, con movimenti naturali e rapidi cambi d'aspetto, eseguiva gesti e motivetti militari francesi e austriaci. Nel 1808 inventò e migliorò il cornetto acustico ed un cronometro musicale.
Nel 1813 Mälzel e Beethoven erano in reciproca confidenza. Mälzel commissionò al musicista un'opera per il Panarmonicon che celebrasse la Battaglia di Vitoria; il compositore accettò subito l'incarico per una somma di 50 ducati e in quasi due mesi, tra ottobre e novembre, terminò il lavoro sotto la supervisione dell'inventore che fornì anche gli inni nazionali e i segnali di battaglia da includere nella partitura. La composizione fu intitolata La vittoria di Wellington. Il Panarmonicon non riuscì però a sopportare la struttura complessa della partitura e Mälzel fu costretto a chiedere a Beethoven di riscrivere il brano per un vera orchestra.
In seguito insieme si esibirono in diversi concerti, durante i quali le sinfonie di Beethoven erano intervallate dalle prestazioni degli automi di Mälzel. Nel 1816 si trasferì a Parigi per produrre una sua nuova invenzione, il metronomo Mälzel, che aveva sviluppato a partire da un precedente modello inventato da Dietrich Nikolaus Winkel.
Mentre nel 1814 Beethoven scrisse una testimonianza in cui affermava che Mälzel lo avesse defraudato, rivendicando la proprietà della sua musica, e che ne avesse eseguito illegalmente spettacoli da un'errata trascrizione, descrivendolo come "un uomo rude, villano, del tutto privo di istruzione o educazione", nel 1817 il rapporto si ricucì e il musicista esaltò il metronomo realizzato dall'inventore, sostenendo che avrebbe smesso di utilizzare le tradizionali indicazioni di tempo come l'allegro.
Nel 1817 Mälzel lasciò Parigi per Monaco di Baviera, per poi stabilirsi a Vienna. In questo periodo riuscì a riacquistare l'automa scacchista di von Kempelen e, dopo aver trascorso diversi anni nella costruzione e nel miglioramento di molteplici invenzioni meccaniche, formò un'azienda dedicata all'esibizione delle sue creazioni nel Nuovo Mondo.

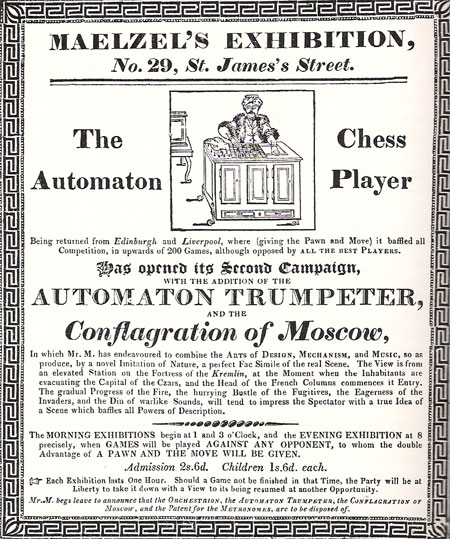
Manifesto pubblicitario di un'esibizione di Mälzel (1818 ca.)

Giunse a New York City con il suo gruppo di automi che comprendeva uno scacchista, un trombettista, il panharmonicon, dei funamboli, degli uccelli canterini in miniatura che fuoriuscivano dai coperchi delle tabacchiere, delle bambole parlanti e la cosiddetta "Conflagrazione di Mosca" (Conflagration of Moscow), ovverosia un panorama semovente di Mosca corredato da musica, colpi di cannone e piccoli automi. Negli anni successivi numerose imitazioni di questo meccanismo furono mostrate nella maggior parte dei musei e degli spettacoli nelle grandi città statunitensi.
Spesso, quando un'esibizione di Mälzel iniziava con l'automa scacchista, egli cercava invano di invitare uno del pubblico come concorrente, pertanto si svolsero pochissime partite di scacchi contro la macchina. Per molti anni Mälzel viaggiò all'interno degli Stati Uniti d'America, replicando i suoi spettacoli con egual successo; visitò anche per due volte le Indie Occidentali.
Morì su una nave nel porto de La Guaira, in Venezuela, a seguito di un'overdose di alcol.

## Citazioni
Alcuni pareri su Mälzel mostrano che non era sempre visto positivamente dai suoi contemporanei. Ad esempio, circa la sua relazione con l'arte:
(John Timbs, The Year-book of facts in science and art (1856))